# Stepnica
Stepnica (německy Groß Stepenitz, dříve také Stobnica), je město a turistické letovisko v městsko-vesnické gmině Stepnica v okrese Goleniów v Západopomořanském vojvodství v severozápadním Polsku. Geograficky leží na pravém břehu veletoku Odra a jižně od jeho soutoku s řekou Gowienica. Nachází se také zátoky Zatoka Stepnicka, která je součástí zátoky Roztoka Odrzańska ve Štětínském zálivu a v geomorfologickém celku Dolina Dolnej Odry (Dolina Dolní Odry). V roce 2022 zde žilo 2 485 obyvatel.

## Popis
Město má obchodní, rybářský a jachetní přístav, pláž, rozhlednu, sportoviště, kempy, turistické zázemí, faru, kostel, hřbitov a dálší vybavení. Zajímavostí jsou také staré typické hrázděné domy. Přes Stepnici vede vojvodská silnice č. 111 z Goleniowa do Recławi.

### Turistické trasy
- Szlak Stepnicko - Rokicki, nazývaný také Szlak Stepnicki, vedoucí ze Stepnice do Wolinu.
- Szlak rowerowy R-66 (Międzynarodowy szlak rowerowy wokół Zalewu Szczecińskiego R-66) - mezinárodní cyklostezka vedoucí kolem Štětínského zálivu.
- Zachodniopomorska Droga św. Jakuba (Svatojakubská cesta).

## Historie
Stará slovanská rybářská osada, poprvé zmiňovaná ve 13. století. V roce 1739 vesnici zdevastoval požár. Památkově chráněný hrázděný kostel Kościół św. Jacka w Stepnicy pochází z roku 1741. Od 19. století se Stepnica rozvíjela jako rekreační středisko. Byla zde zřízena pláž, molo, přístav, a přívoz. Ze Stepnice pochází slavný německý jachtař Robert Hilgendorf, kapitán tehdejších největších a nejrychlejších plachetnic 19. století, který proslul rekordem v rychlosti obeplutí mysu Horn a je také spoluzakladatelem moderní námořní meteorologie. Jachetní přístav ve Stepnici je pojmenován na jeho počest. Cenná je historická dřevěná budova bývalé taverny Standhalle Sak (Tawerna Panorama), která pochází ze čtyřicátých let 19. století. Během druhé světové války nebyla vesnice výrazněji poškozena a dne 7. března 1945 byla obec obsazena Rudou armádou. V letech 1945-1946 se obec dočasně jmenovala Stobnica. V letech 1975-1998 bylo město součástí dnes již zaniklého Štětínského vojvodství. Provoz místní úzkorozchodné železnice ze Stepnice do Golczewo byla roku 1996 zastaven a železniční trať byla na počátku 21. století zrušena. Dne 1. ledna 2014 se Stepnica stala městem.

## Další informace
Název Stepnice nese loď dánské společnosti Maersk „MS Maersk Stepnica“.

## Galerie

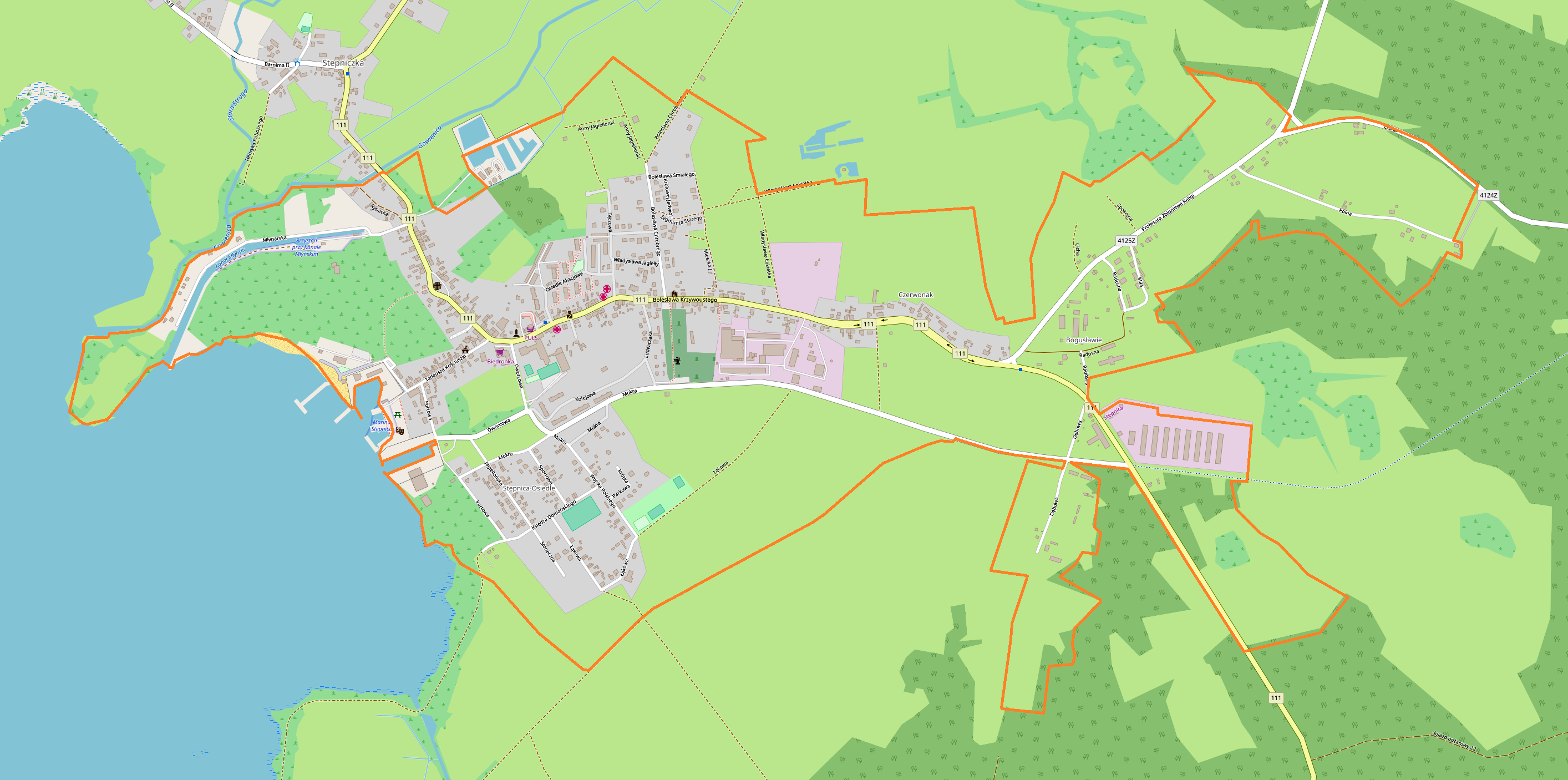
Mapa
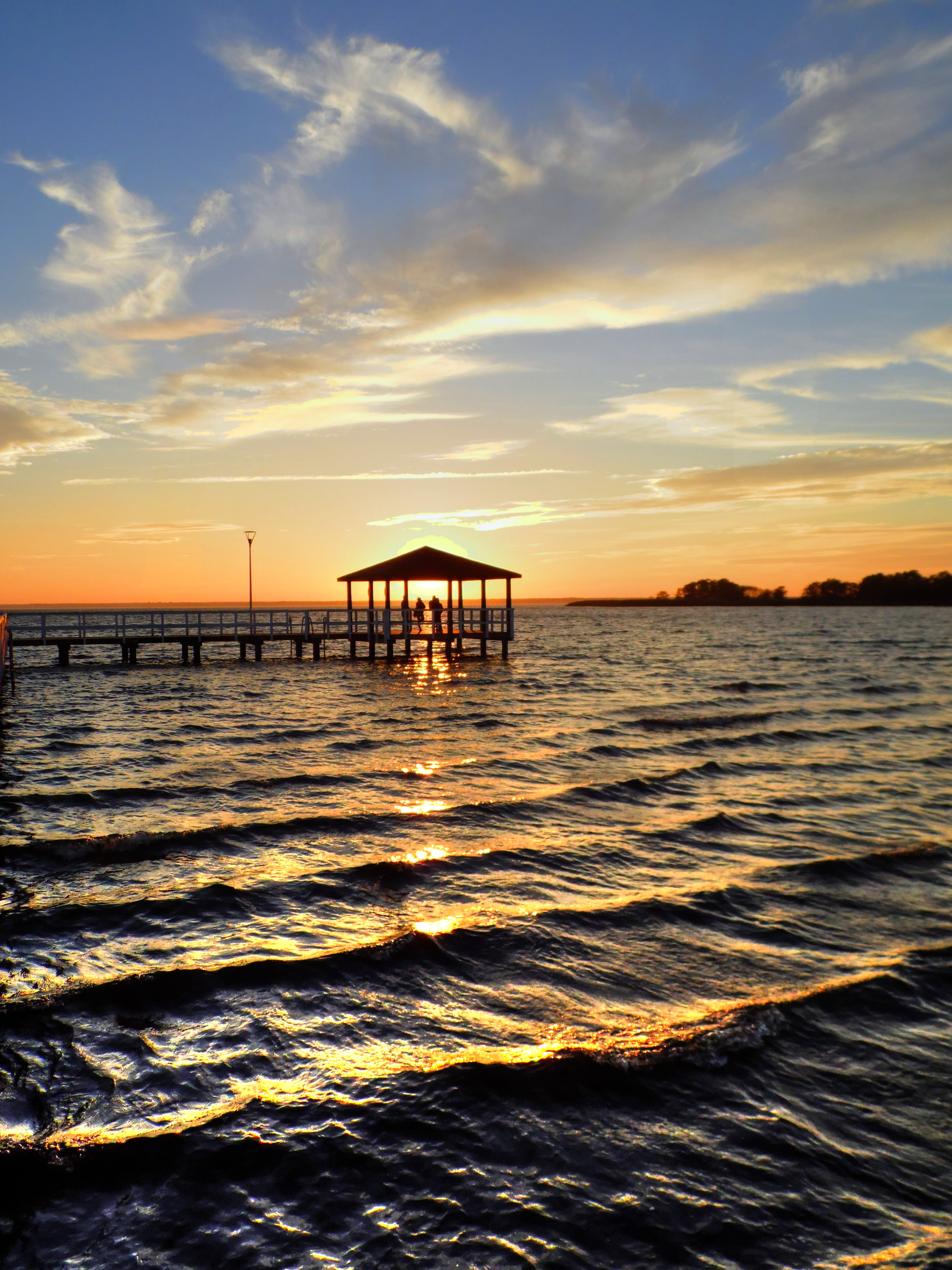
Molo
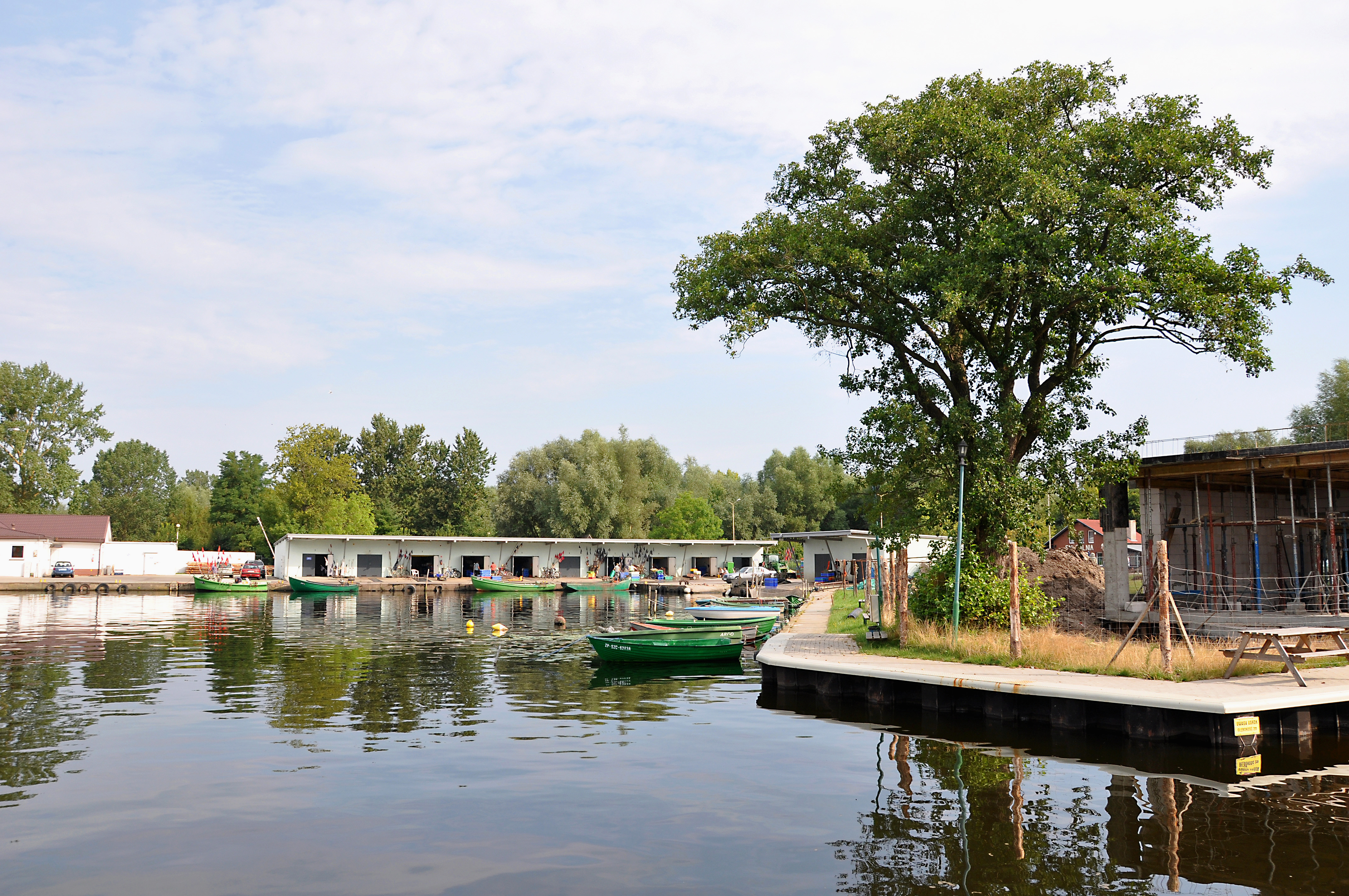
Přístav
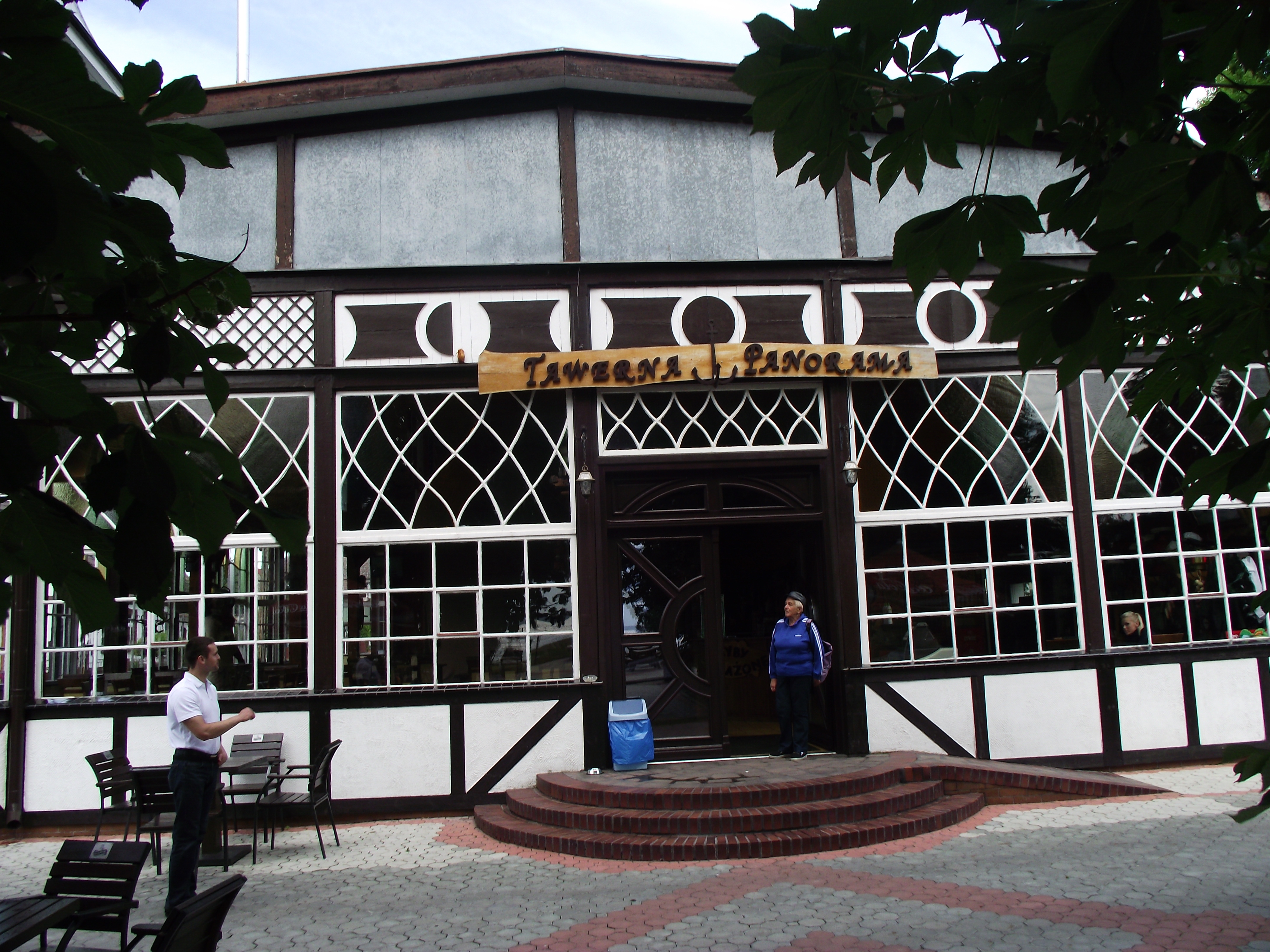
Taverna
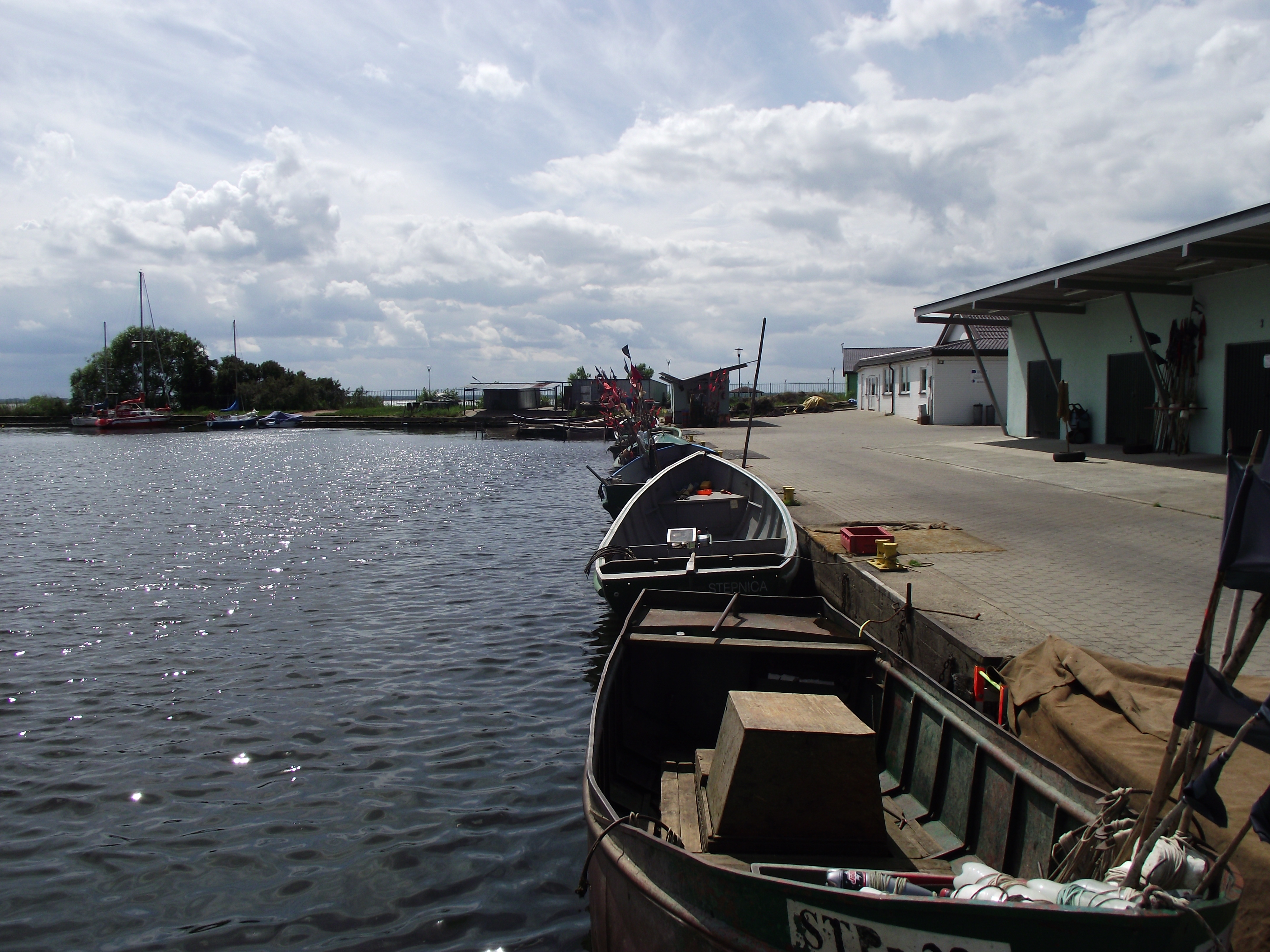
Přístav
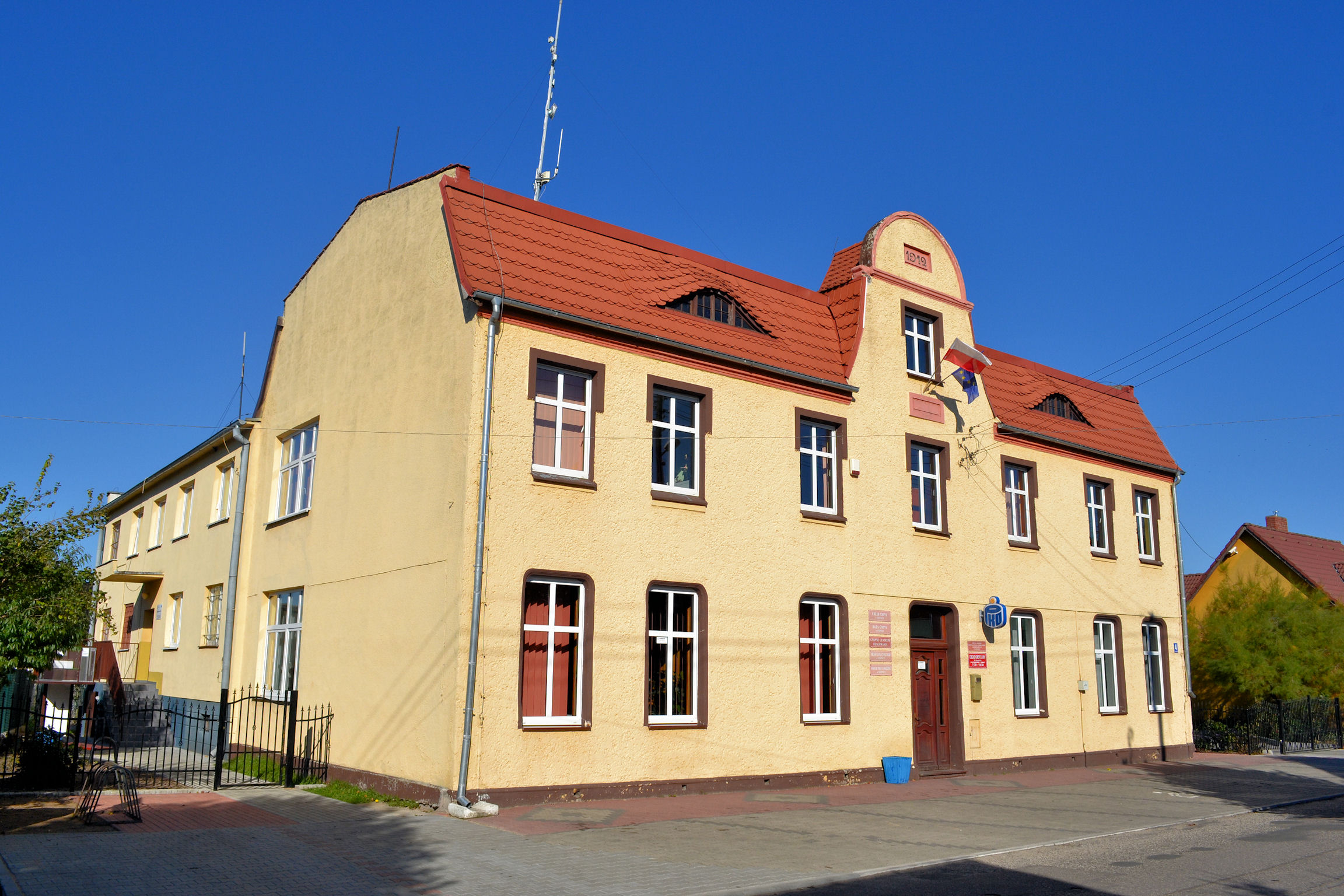
Úřad gminy
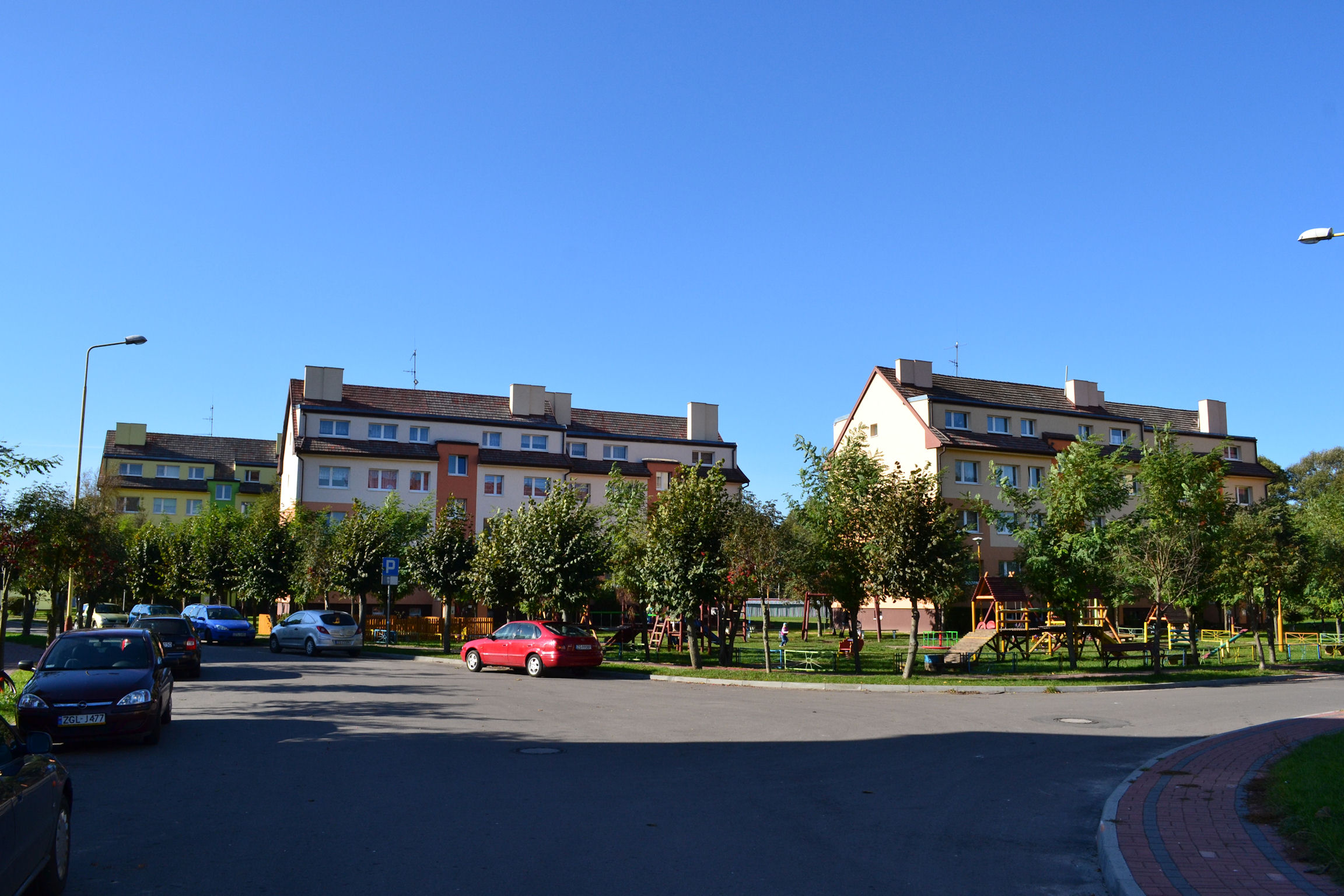
Opravená zástavba
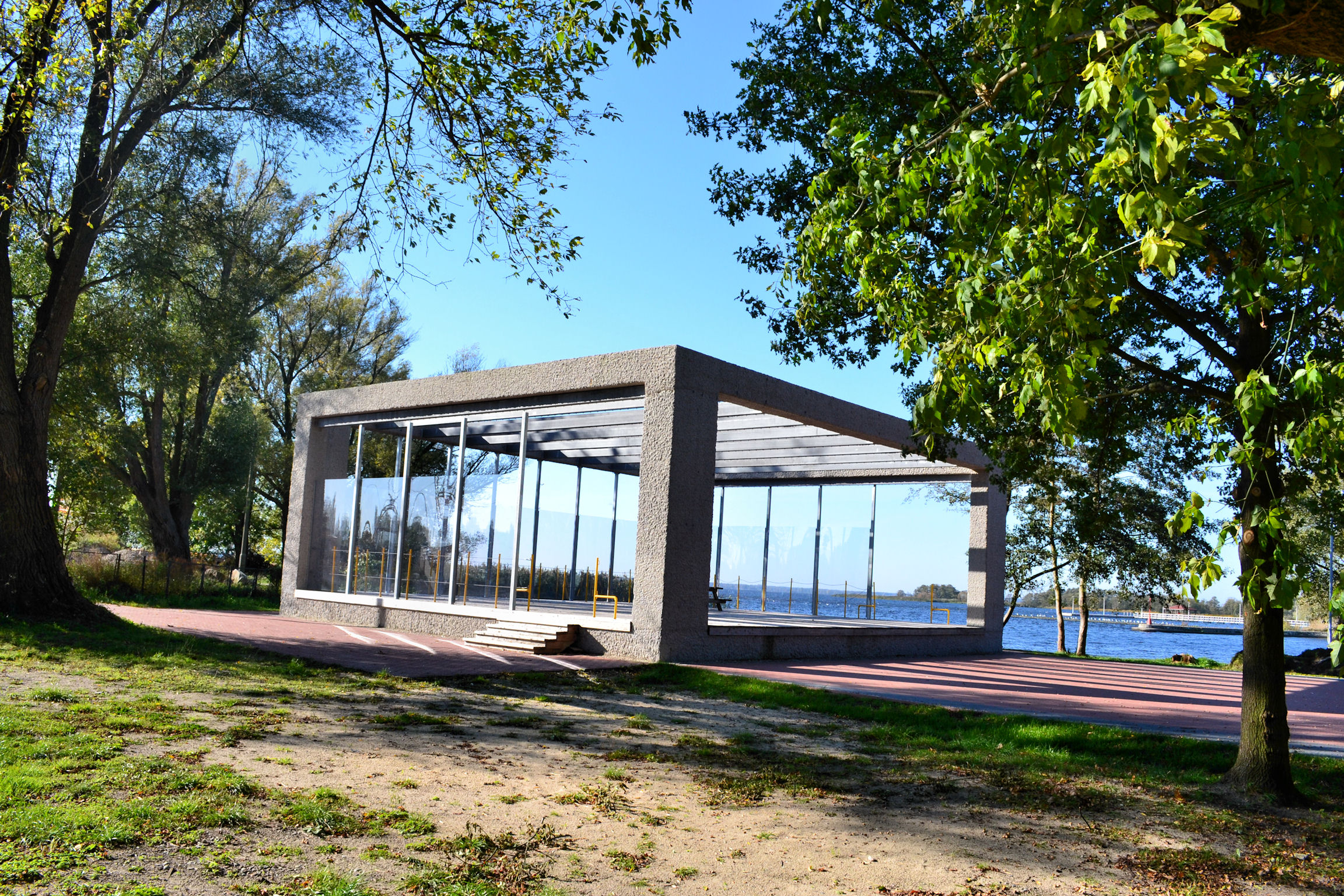
Vyhlídka u vody